# フェアフォード空軍基地
フェアフォード空軍基地（英: Royal Air Force Fairford）は、イギリスのグロスターシャー州にあるイギリス空軍の基地。ヨーロッパにおけるアメリカ空軍爆撃機が唯一展開可能な飛行場で、1991年の湾岸戦争、1999年のコソボ空爆、2003年のイラク戦争の際にはB-52爆撃機が展開した。
毎年7月には、世界最大規模の軍用機航空ショーのロイヤル・インターナショナル・エアタトゥー（RIAT）が開催される。

## 歴史
フェアフォード空軍基地は第二次世界大戦中の1944年に建設され、終戦後の1947年にアメリカ空軍が設立されると、イギリスとアメリカ両政府はフェアフォード空軍基地に戦略航空軍団（SAC）部隊の一つを配置することで合意し、1953年にはアメリカ空軍のB-36爆撃機受け入れのために基地の拡張が行われ、3,000メートル級滑走路が建設された。
1965年、フェアフォード空軍基地はイギリス空軍アクロバットチームであるレッドアローズの最初の本拠地となった。
1971年頃からフェアフォード空軍基地は物資輸送の戦略基地としての重要性が増した。
2010年にアメリカ空軍USAFは9月までに制服組を撤退させ、主に保守と整備で基地機能を維持するための民間人部隊を配置することとした。フェアフォード空軍基地は爆撃機の待機飛行場として指定されたまま、24から48時間以内に即座に再開できる態勢がとられている。
2018年11月、ミルデンホール空軍基地に所在するアメリカ空軍第95偵察飛行隊と第488情報中隊が2024年までにフェアフォード空軍基地への移転が発表され、500人の要員とRC-135V/W信号情報収集機が移転する予定となっている。

## 配置部隊
- アメリカ空軍
  - 第501戦闘支援航空団（英語版）第420基地航空群